# Marmorhaus
Marmorhaus (česky „Mramorový dům“) se nachází v Berlíně.

## Historie
Byl postaven v letech 1912–1913 podle plánů Richarda Scheibnera a Eisenberga pod uměleckým vedením Huga Pála. Na vybavení a malbách v interiéru se podílel německý expresionistický malíř Cesar Klein. Budova je výrazně symetrická s vysokou valbovou střechou. Fasáda je obkládaná bílým mramorem. Stylisticky lze objekt přiřadit k počínající moderně s náznakem expresionismu. Vedle vídeňské filmové scény (někdejší Union-Palác) byl Marmorhaus jedním z nejstarších berlínských kin. Druhou světovou válku překonala budova bez výraznější škody. Už v květnu 1945 zde byly znovu promítány filmy.
Marmorhaus prošel několika proměnami. V roce 1974 zde byly zřízeny tzv. „Krabicová kina“ – kina velmi malých rozměrů. Tyto kina byla v roce 1997 znovu odstraněna při nákladné sanaci budovy. Dne 18. března 1913 se zde konala první výstava, v roce 1919 světová premiéra Roberta Wiense „Kabinet Dr. Caligariho“, 22. ledna 1945 se zde konala premiéra „Sólistky Anny“. V padesátých letech byl Marmorhaus jako premiérové kino nahrazen ZOO-Palácem. V roce 2001 se konalo překvapující uzavření kina; poslední představení se uskutečnilo dne 24. ledna 2001. Po uzavření kin se do dolních etáží nastěhovala filiálka španělského módního řetězce Zara. V horních patrech bylo otevřeno druhé největší studio jógy v Německu, a to o rozloze 1000 m2.